# Nazionale maschile di calcio del Libano
La nazionale di calcio del Libano (in arabo المنتخب اللبناني لكرة القدم‎?, in francese: équipe du Liban de football) è la rappresentativa calcistica nazionale del Libano. Attiva dal 1933, è posta sotto l'egida della Federazione calcistica del Libano (LFA), affiliata all'AFC e alla FIFA.
La nazionale calcistica del Libano esordì nel 1935 contro la squadra rumena CA Timișoara (TAC), ma la partita non è riconosciuta dalla FIFA. L'esordio del Libano riconosciuto dalla FIFA risale, invece, al 1940 contro il Mandato di Palestina. Ha partecipato a tre fasi finali della Coppa d'Asia, la prima volta nel 2000 da nazionale del paese ospitante. Ha partecipato solo una volta, nel 1998, ai Giochi asiatici, chiudendo con un'eliminazione al secondo turno. Prende parte con regolarità alla Coppa araba, che ha ospitato nel 1963, terminando al terzo posto, per poi ottenere il quarto posto nelle edizioni del 1964 e del 1966. Il Libano ha raggiunto inoltre il terzo posto ai Giochi panarabi nel 1957 e nel 1997 ed è giunto quarto nell'edizione del 1961 del torneo. La squadra partecipa anche al campionato WAFF, una competizione calcistica organizzata dalla WAFF, la federazione che racchiude tutte le associazioni calcistiche nazionali dei paesi dell'Asia Occidentale. Il Libano non si è mai qualificato alla fase finale della Coppa del mondo. Nelle qualificazioni alla Coppa del mondo 2014 raggiunse momentaneamente il quarto posto nel girone per la prima volta nella propria storia, grazie ad una vittoria casalinga per 2-1 contro la Corea del Sud nel 2011, ma non riuscì a qualificarsi al mondiale, terminando il girone all'ultimo posto.
Nella classifica mondiale della FIFA, istituita nell'agosto 1993, ha ottenuto quale miglior piazzamento il 77º posto nel settembre 2018, mentre il peggior piazzamento è il 178º posto occupato da aprile a maggio 2011. Occupa il 112º posto della graduatoria. Dopo un calo costante di posizioni nel ranking dal 1998 al 2016, il Libano è salito di 66 posizioni (dal 147º posto nel 2016 all'81º posto nel 2018) e ha raggiunto nel settembre 2018 il posizionamento più alto, il 77º posto, dopo aver registrato una striscia di imbattibilità di 15 partite, dal 29 marzo 2016 al 9 settembre 2018, in cui il Libano ha vinto otto incontri e ne ha pareggiati altrettanti.
I giocatori della squadra, il cui simbolo è il cedro, emblema nazionale, sono conosciuti come "i Cedri" (in arabo: رجال الأرز) dai tifosi e dai media. La maglia di casa è rossa e quella di trasferta bianca, con chiaro riferimento alla bandiera nazionale. Lo stadio di casa è lo Stadio Città dello Sport Camille Chamoun di Beirut, ma la squadra gioca talvolta anche in altri impianti quali lo Stadio Internazionale di Sidone.

## Storia

### 1933-1957: esordi

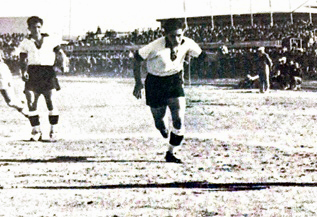
L'attaccante libanese Camille Cordahi durante la partita del 1940 contro il Mandato britannico della Palestina.

Il Libano fu una delle prime nazioni del Medio Oriente a istituire un organo amministrativo per il calcio. Il 22 marzo 1933, i rappresentanti di 13 squadre di calcio si riunirono nel distretto di Minet El Hosn a Beirut per formare la federazione calcistica del Libano (LFA). Hussein Sejaan fu il primo presidente della LFA. La LFA entrò a far parte della FIFA nel 1936 e della Asian Football Confederation (AFC) nel 1964.
Il 3 febbraio 1934, 22 giocatori di Beirut furono convocati in un ritiro dalla LFA in vista di un'amichevole contro la squadra rumena CA Timișoara (TAC); i giocatori si divisero in due squadre e giocrono l'uno contro l'altro sul campo dell'università americana di Beirut (AUB). La partita contro il TAC, in programma il 18 febbraio, fu annullata a causa di disaccordi finanziari tra la LFA e l'AUB, che aveva organizzato l'incontro. La nazionale di Beirut (Beirut XI) alla fine giocò contro il TAC il 21 novembre 1935 sul campo dell'AUB, perdendo 3-0. Il Beirut XI, in rappresentanza del Libano, giocò la prima partita contro la Siria (Damasco XI) nel 1939 allo stadio Habib Abou Chahla; la partita si concluse con una sconfitta per 5-4. La squadra giocò 16 partite non ufficiali contro l'undici di Damasco fino al 1963, vincendone sette, pareggiandone due e perdendone sette.
La prima partita ufficiale della nazionale fu una sconfitta per 5-1 contro il Mandato di Palestina il 27 aprile 1940. Camille Cordahi, su assist di Muhieddine Jaroudi, segnò per il Libano nel secondo tempo, diventando il primo marcatore ufficiale della nazionale. Il Libano giocò la prima partita ufficiale contro la Siria il 19 aprile 1942; allenato da Abed Traboulsi, il Libano perse 2-1 a Beirut. Nel 1947 il Libano giocò altre due amichevoli contro la Siria: una sconfitta per 4-1 a Beirut il 4 maggio e una sconfitta per 1-0 ad Aleppo il 18 maggio.
All'inizio degli anni '50, il Libano era allenato da Vinzenz Dittrich e Ljubiša Broćić. La squadra giocò quattro partite ufficiali tra il 1953 e il 1956, in particolare ospitando l'Ungheria nel 1956. Il Libano perse la partita 4-1, con l'ungherese Ferenc Puskás che segnò due gol. La squadra giocò anche partite non ufficiali contro club europei di alto livello come il Dinamo Mosca, VfB Lipsia e Spartak Trnava nel 1957. Il Libano giocò contro l'Energia Ploiești lo stesso anno nella partita di apertura dello stadio Città dello Sport Camille Chamoun. La partita finì 1-0 per il Libano grazie a un gol di Joseph Abou Murad.

### 1957-1989: sviluppi e primi tornei
Dal 19 al 27 ottobre 1957 il Libano ospitò la seconda edizione dei Giochi panarabi. Inserito in un girone con Arabia Saudita, Siria e Giordania, pareggiò per 1-1 contro i sauditi e i siriani, poi sconfisse per 6-0 i giordani grazie a due doppiette di Joseph Abu Murad e Mardek Chabarian e ai gol di Robert Shehada e Levon Altonian, concludendo così il girone al primo posto. In semifinale perse per 4-2 contro la Tunisia. Grazie al ritiro del Marocco dalla finale di consolazione, concluse il torneo al terzo posto.
Nel 1958 fu nominato allenatore Joseph Nalbandian. Fu uno dei commissari tecnici più vincenti della storia libanese, con a 8 vittorie in 22 march ufficiali nei suoi undici anni in carica. Sotto la sua gestione il Libano ospitò i Giochi del Mediterraneo del 1959, dove trovò nel girone le selezioni amatoriali di Italia e Turchia. Fu sconfitto quattro volte dalle due squadre europee, chiudendo il girone all'ultimo posto.

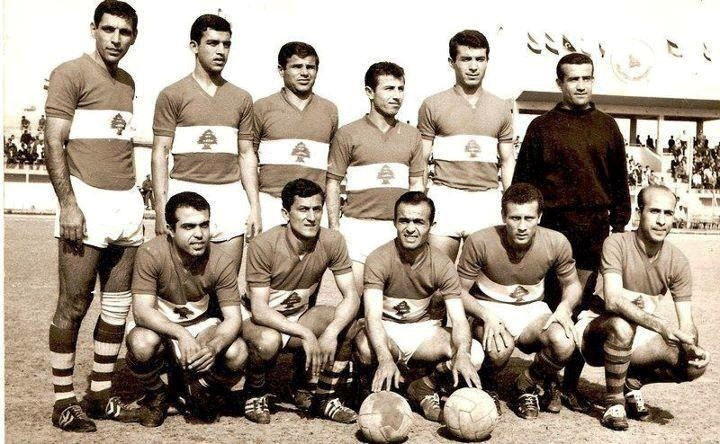
Il Libano alla Coppa araba 1963.

Nel 1963 il Libano ospitò la Coppa araba. Nel girone con Tunisia, Siria, Kuwait e Giordania, vinse per 6-0 contro il Kuwait grazie alla tripletta del capitano Levon Altonian (uguagliata la vittoria più larga mai ottenuta dalla nazionale, un 7-1 contro l'Arabia Saudita), poi batté la Giordania, ma fu sconfitto da Siria e Tunisia, finendo terzo nel girone.
Partecipò per la prima volta alle eliminatorie della Coppa d'Asia in vista dell'edizione del 1972, sotto la guida dell'allenatore Joseph Abou Murad. Al primo turno perse contro il Kuwait per 0-1, ma sconfisse poi la Siria per 3-2 e si qualificò per il secondo turno. In una decisiva semifinale contro l'Iraq perse per 1-4 e fu eliminato. Malgrado lo scoppio della guerra civile libanese, la squadra partecipò alle qualificazioni alla Coppa d'Asia 1980 che si tennero ad Abu Dhabi, dove fu sconfitto dalla Siria e fu eliminato.

### 1993-2004: dopo la guerra civile

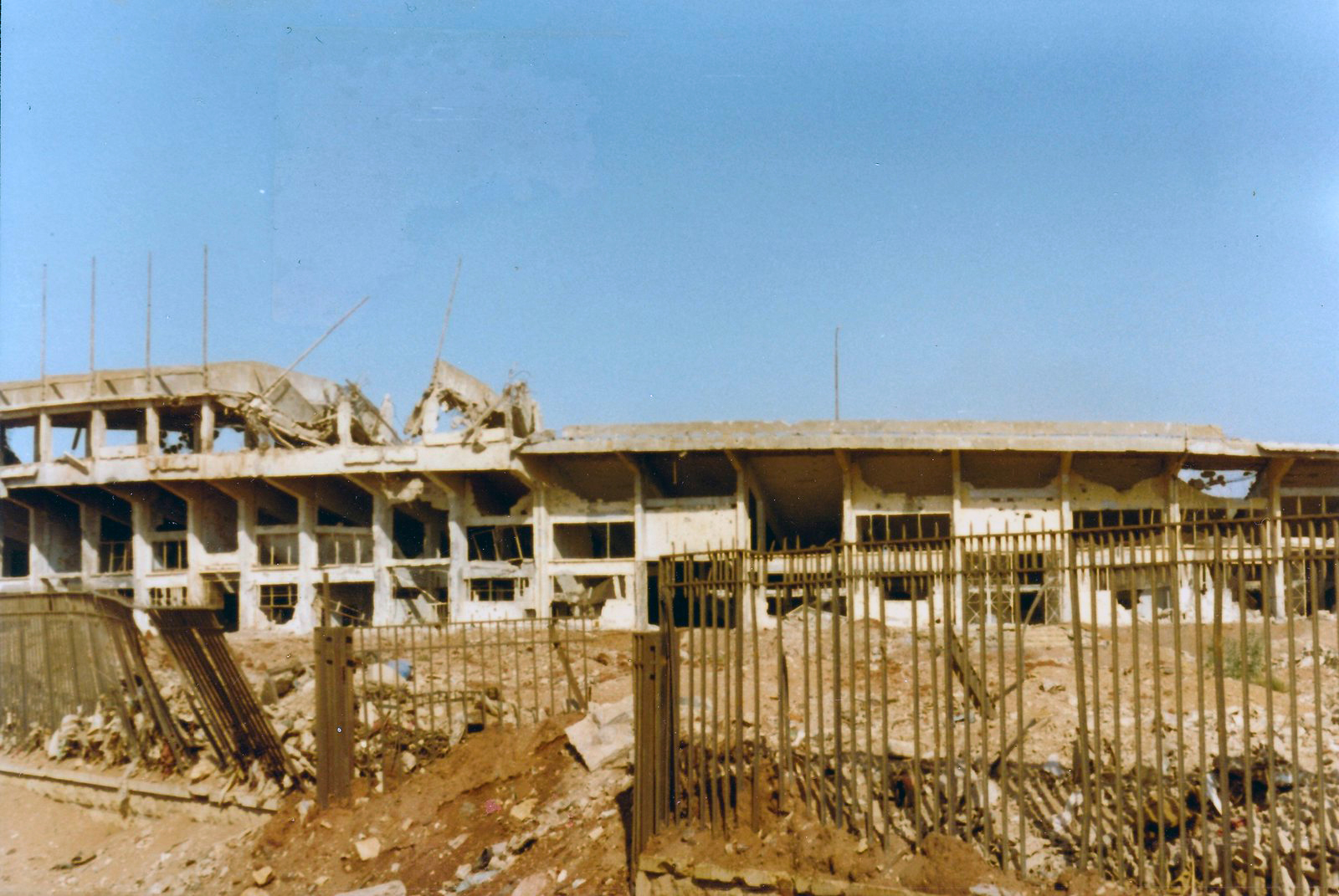
Lo Stadio Città dello Sport Camille Chamoun, distrutto nella guerra civile libanese, in una foto del 1982.

Finita la guerra civile, la prima partecipazione del Libano alle eliminatorie del campionato del mondo risale alle qualificazioni a Stati Uniti 1994, sotto la guida del CT Adnan Al-Shargi. Con 2 vittorie, 4 pareggi e 2 sconfitte il Libano si piazzò secondo nel proprio girone e fu eliminato.
Sotto la guida del gallese Terry Yorath, primo CT straniero dopo la fine della guerra civile, la squadra provò a qualificarsi alla Coppa d'Asia 1996. L'obiettivo fallì: pur avendo vinto per due volte contro il Turkmenistan, chiuse il girone un punto dietro il Kuwait capolista e fu eliminato.
Nelle qualificazioni al campionato del mondo 1998 fu inserito in un girone con Kuwait e Singapore, ancora sotto la guida di Yorath. Ottenne solo 4 punti in 4 partite, ma il gallese in due anni di gestione ottenne 13 vittorie su 27 partite disputate, risultando tra i più vincenti CT del Libano.
L'occasione del riscatto giunse due anni dopo, quando il Libano organizzò la Coppa d'Asia 2000 e fu dunque ammesso d'ufficio alla fase finale del torneo. Nonostante qualche iniziale riserva della FIFA per la condizione degli stadi, il torneo si svolse regolarmente nel paese dei cedri. Sotto la guida del croato Josip Skoblar, la squadra, capitanata da Jamal Taha, fu inserita nel girone A con Iran, Iraq e Thailandia e ottenne due soli punti, chiudendo all'ultimo posto nel proprio gruppo.
Nelle qualificazioni al campionato del mondo 2002, allenato dal tedesco Theo Bücker, affrontò nel girone il Pakistan, lo Sri Lanka e la Thailandia. La squadra, votata all'attacco con giocatori come Roda Antar, Haitham Zein, Wartan Ghazarian e Gilberto dos Santos, riuscì a chiudere il girone al secondo posto con 26 gol segnati in 6 partite (record per il Libano nelle eliminatorie mondiali), ma non avanzò al turno successivo.
Sotto la guida del francese Richard Tardy, fu impegnato nel gruppo D delle qualificazioni alla Coppa d'Asia 2004. Prima della partita di Pyongyang contro la Corea del Nord la squadra libanese fu ospitata in un hotel in condizioni di disagio e si allenò su un campo dove prima erano transitate capre e pecore. Chiuse al terzo posto il girone, con 4 punti.
Nel secondo turno delle qualificazioni AFC al campionato del mondo 2006 se la vide con Corea del Sud, Vietnam e Maldive. L'allenatore Mahmoud Hamoud guidò i suoi al secondo posto nel girone, non ottenendo la qualificazione.

### 2006-2011: fallite qualificazioni e partite truccate
Le qualificazioni alla Coppa d'Asia 2007 videro il Libano impegnato nel gruppo D con Australia, Bahrein e Kuwait. Buddy Farah, calciatore australiano di origini libanesi, dichiarò di voler tornare a far parte della nazionale libanese in vista della partita tra Australia e Libano. Il 1º agosto 2006, prima della partita con il Bahrein, prevista per il 16 agosto, la FIFA accettò la richiesta avanzata dal Libano di ritirarsi dal match a causa dello scoppio della seconda guerra del Libano, che costrinse vari giocatori a lasciare le loro case per sfuggire al conflitto.
Nel 2007 il Libano trovò l'India al primo turno delle qualificazioni AFC al campionato del mondo 2010. Vinse per 4-1 in casa all'andata e pareggiò per 2-2 al ritorno in trasferta (doppietta del libanese Mohammed Ghaddar), avanzando così al terzo turno. Inserito nel girone con Arabia Saudita, Singapore e Uzbekistan, al terzo turno il Libano chiuse ultimo, senza ottenere alcun punto in 6 partite.
Nell'aprile 2008 Libano e Maldive, le due squadre asiatiche peggio piazzate nel ranking FIFA (dopo il ritiro di Corea del Nord e Birmania, Turkmenistan erano rimaste le sole due squadre impegnate nel turno preliminare), si affrontarono per stabilire la qualificata al secondo turno delle qualificazioni alla Coppa d'Asia 2011. Il Libano ottenne la qualificazione battendo per 4-0 in casa gli avversari e per 1-2 nella sfida di ritorno. Il Libano fu poi inserito nel girone D con Cina, Siria e Vietnam e chiuse all'ultimo posto.
Sotto la guida del CT Emile Rustom, di ritorno nel ruolo di allenatore della nazionale, al secondo turno delle qualificazioni AFC al campionato del mondo 2014 il Libano eliminò il Bangladesh (vittoria per 4-0 a Beirut il 23 luglio 2011 e sconfitta per 2-0 a Dacca cinque giorni dopo). Al terzo turno, nel girone con Corea del Sud, Kuwait e Emirati Arabi Uniti, perse l'allenatore Emile Rustom, che si dimise una settimana dopo l'inizio degli impegni nel girone, adducendo problemi di gestione amministrativa tra le motivazioni della decisione.
Il 4 agosto 2011 Theo Bücker fu nominato nuovo CT della nazionale libanese, tornando alla guida della squadra dopo nove anni. Il 6 settembre, in una partita del terzo turno delle qualificazioni AFC al campionato del mondo 2014, il Libano rimontò un gol di svantaggio contro gli Emirati Arabi Uniti e vinse per 3-1 (gol libanesi di Mohammed Ghaddar, Akram Moghrabi e Roda Antar, nominato uomo-partita).
L'11 ottobre seguente il Libano pareggiò per 2-2 contro il Kuwait a Beirut, di fronte a 32.000 spettatori accorsi allo Stadio Città dello Sport Camille Chamoun per la prima volta dal 2005, quando la federcalcio libanese aveva bandito l'ingresso dei tifosi allo stadio a causa del comportamento contrario alle norme. L'arbitro giapponese Masaaki Toma dovette tuttavia fermare il gioco in varie occasioni, a causa dei fuochi d'artificio accesi dai sostenitori di casa. L'11 novembre il Libano batté i kuwaitiani per 0-1 con gol di Mahmoud El Ali al 57º minuto di gioco allo Stadio della Pace e dell'Amicizia di Kuwait City. Fu la prima sconfitta del Kuwait in casa contro i libanesi.

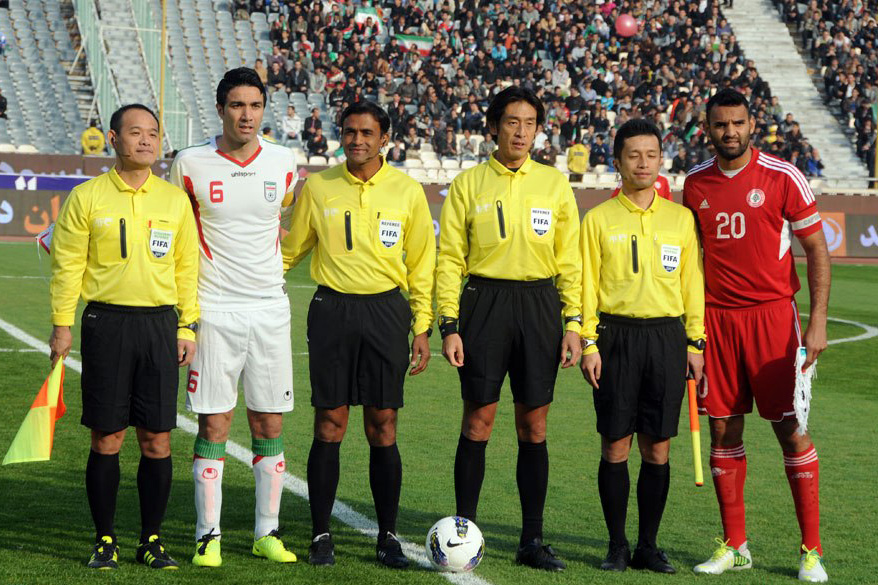
Roda Antar (a destra), capitano del Libano in campo contro l' nel 2013.

Il 15 novembre 2011 il Libano ospitò la Corea del Sud allo Stadio Città dello Sport Camille Chamoun di Beirut di fronte a 40.000 spettatori. Andato in vantaggio al quarto minuto di gioco con Ali Al Saadi, subì all'11º minuto il gol del pari su calcio di rigore, ma al 30º, per atterramento in area di rigore di Mahmoud El Ali, beneficiò di un penalty, segnato da Abbas Ali Atwi. La partita fu vinta per 2-1 dai libanesi, al primo successo contro i quotati avversari. Grazie alla vittoria il Libano si qualificò al turno finale delle qualificazioni AFC al mondiale per la prima volta nella propria storia.
Nel girone A del quarto round delle qualificazioni AFC al campionato del mondo 2014 se la vide con Corea del Sud, Uzbekistan, Iran e Qatar. L'11 settembre 2012, con gol di Roda Antar al 28º minuto di gioco sconfisse per 1-0 gli iraniani a Beirut. 

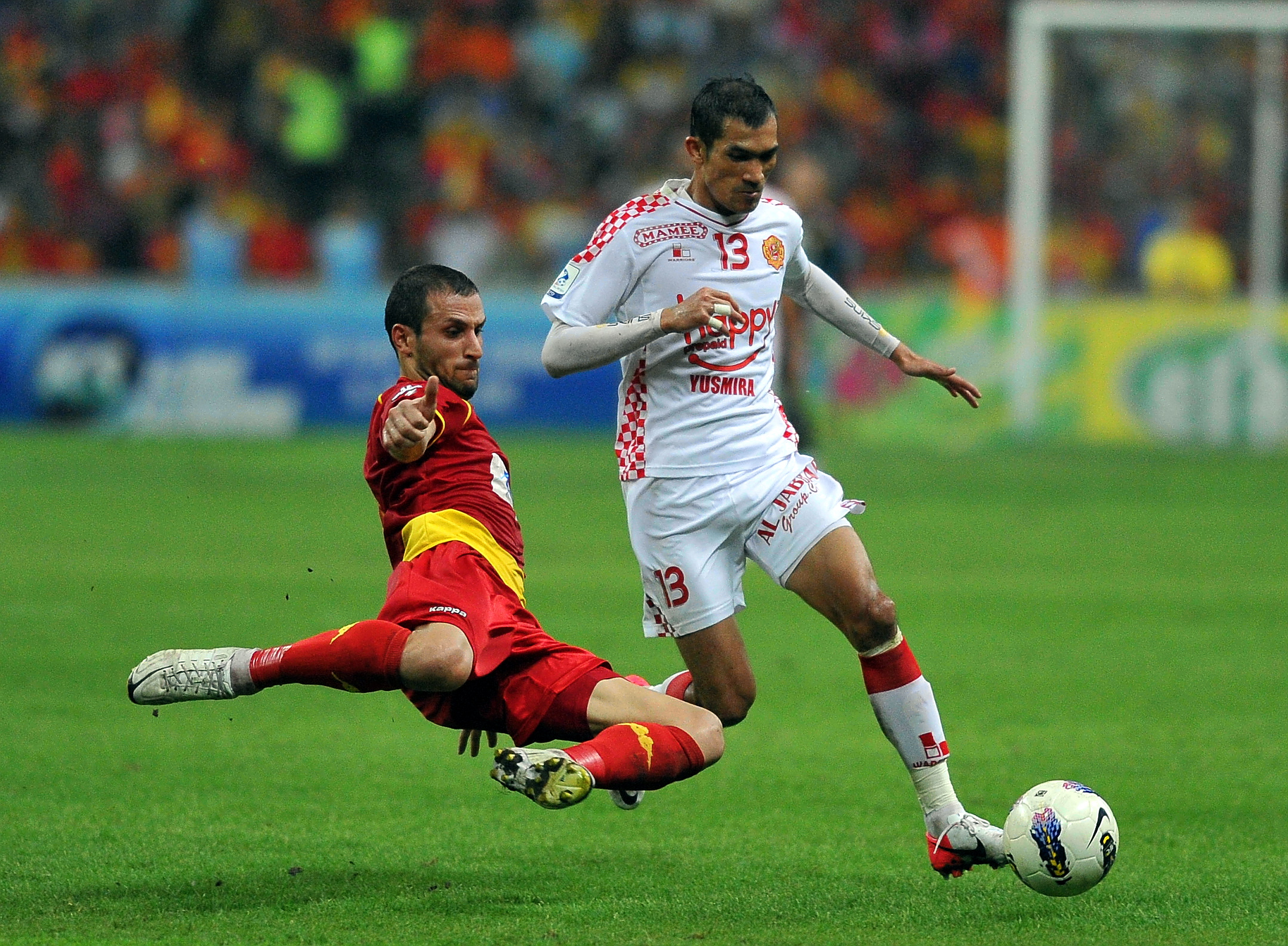
Ramez Dayoub (a sinistra) fu coinvolto nello scandalo del calcio libanese del 2013.

Il 26 febbraio 2013 i nazionali libanesi Ramez Dayoub e Mahmoud El Ali furono coinvolti nello scandalo del calcio libanese. Furono accusati di aver scommesso illegalmente su vari match di massima serie libanese e sui match della nazionale, al fine di manipolarne poi i risultati e ottenere guadagni illeciti. Entrambi i calciatori furono multati di 15.000 dollari e banditi a vita dalla federcalcio libanese per illecito sportivo.
Dopo una sconfitta casalinga contro l'Uzbekistan (0-1), nel maggio 2013 le speranze di qualificazione al mondiale erano ridotte al lumicino, ma nella gara successiva il Libano si portò in vantaggio in casa contro la Corea del Sud e mantenne il margine sino al 97º minuto di gioco, quando un gol sudcoreano tagliò le gambe ai libanesi, lasciandoli fuori dalla lotta per un posto a Brasile 2014.
Il Libano fu inserito nel gruppo B delle qualificazioni alla Coppa d'Asia 2015, con Iran, Thailandia e Kuwait. Al posto del tedesco Bücker subentrò, nel luglio 2013, l'italiano Giuseppe Giannini. L'italiano esordì un mese dopo, alla terza giornata del girone, con un pari contro il Kuwait (1-1 con gol di Mohammad Ghaddar). Alla fine delle eliminatorie, pur trovandosi con gli stessi punti della Cina nella graduatoria delle terze classificate, il Libano fu penalizzato da una differenza reti sfavorevole per un solo gol, lasciando così ai cinesi la qualificazione alla fase finale della Coppa d'Asia. La campagna di qualificazione alla Coppa d'Asia fu comunque molto positiva per i libanesi, la migliore dopo quella del 1996.
Dal 2014 la federcalcio libanese, sul modello di quanto fatto dalla federcalcio belga per il Belgio, rinforzò la nazionale creando un modello basato sullo sviluppo di giovani talenti di origini libanesi sparsi per il mondo, provenienti da Stati Uniti d'America, Colombia, Germania, Danimarca e Norvegia e invitati a giocare per la nazionale libanese.
L'8 settembre 2014 il Libano giocò una partita amichevole (non riconosciuta dalla FIFA) contro la nazionale olimpica brasiliana a Doha e pareggiò per 2-2, con il gol del pareggio brasiliano viziato da palese posizione di fuorigioco. Questa partita fece guadagnare alla nazionale molti elogi, ma una pesante sconfitta (0-5) contro il Qatar, portò all'esonero di Giannini.

### 2014-2019: prima qualificazione in coppa d'Asia

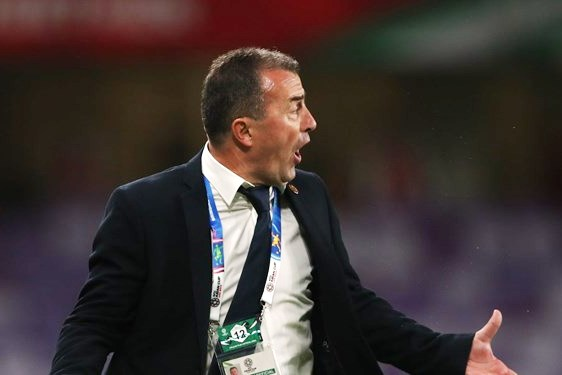
Miodrag Radulović, alla guida della nazionale libanese dal 2015 al 2019.

Nel maggio 2015 fu ingaggiato il montenegrino Miodrag Radulović, per guidare la nazionale nelle eliminatorie del campionato del mondo 2018. Inserita nel girone con Corea del Sud, Kuwait, Birmania e Laos, la nazionale libanese affrontò per la seconda volta sudcoreani e kuwaitiani nelle qualificazioni al mondiale. La squadra riuscì a ottenere il secondo posto, che non consentì ai cedri di avanzare al turno successivo per un posto in Coppa del mondo, ma diede loro la qualificazione al turno successivo delle eliminatorie della Coppa d'Asia 2019.
Nel girone B con Corea del Nord, Hong Kong e Malaysia, il Libano ottenne 5 vittorie e un pareggio, vincendo il girone da imbattuto e riuscendo così a qualificarsi alla Coppa d'Asia per la prima volta nella storia, se si esclude la qualificazione d'ufficio alla Coppa d'Asia 2000 (in quanto paese ospitante). Hassan Maatouk, che ereditò la fascia di capitano da Roda Antar nel 2016, fu un giocatore chiave per ottenere lo storico risultato, avendo segnato 5 gol in 6 partite. Nel girone il Libano di avvalse del contributo di vari giocatori di origine libanese cresciuti all'estero, tra cui Hilal El-Helwe, Joan Oumari e Omar Bugiel in Germania, Soony Saad negli Stati Uniti d'America, Samir Ayass in Bulgaria e Adnan Haidar in Norvegia.

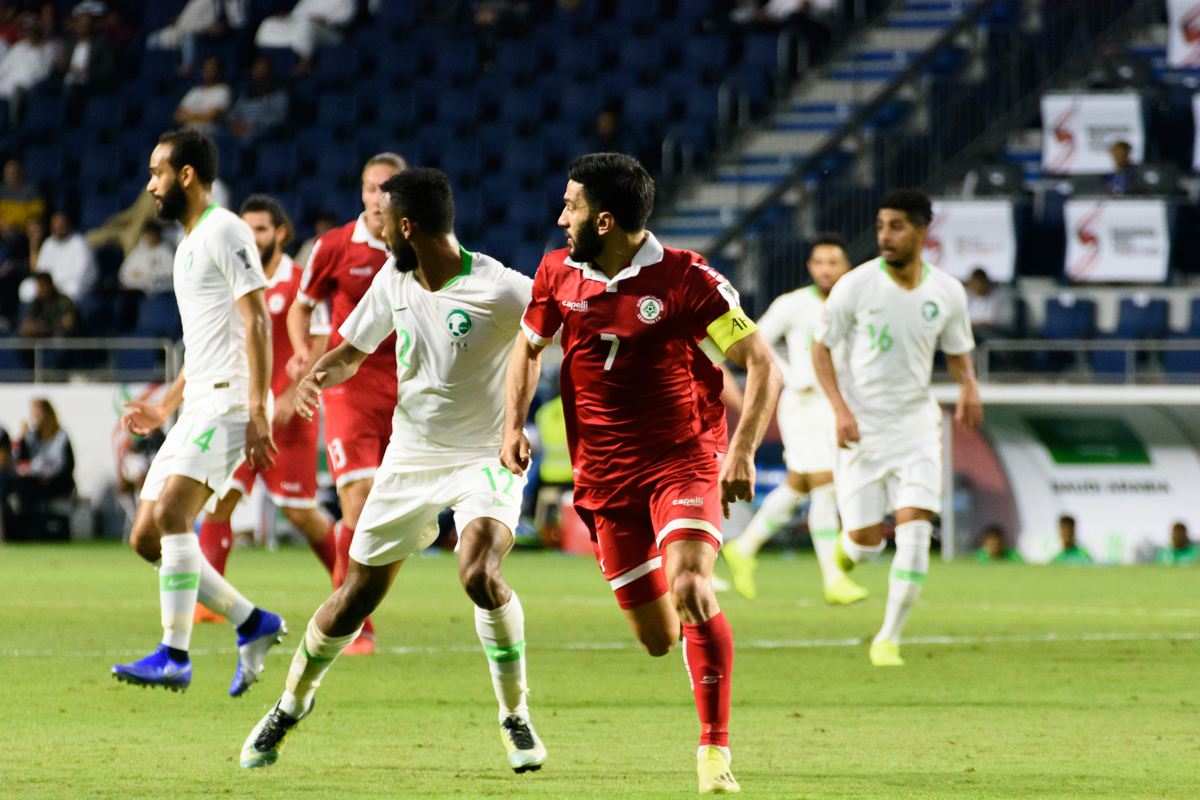
Il Libano durante la partita contro l' alla Coppa d'Asia 2019.

Pur non essendo riuscito a qualificare la squadra al campionato del mondo 2018, Radulović riuscì dunque a ottenere l'accesso alla Coppa d'Asia 2019, diventando il primo allenatore montenegrino a qualificare una nazionale alla fase finale di un grande torneo internazionale. Egli ottenne anche una striscia di 15 partite consecutive senza sconfitte, dal 24 marzo 2016 all'11 ottobre 2018, con 8 vittorie e 7 pareggi. In questo periodo il Libano raggiunse, nel settembre 2018, il proprio miglior piazzamento di sempre nella classifica mondiale della FIFA, il 77º posto. La squadra, nonostante sia stata la sua migliore prestazione alla rassegna continentale, non fu in grado di superare la fase a gironi. Sconfitta per 2-0 dal Qatar e dall'Arabia Saudita, vinse per 4-1 la terza partita contro la Corea del Nord e concluse al terzo posto nel proprio raggruppamento, ma non entrò tra le migliori quattro terze classificate dei sei gironi: a parità di punti (3), differenza reti (-1) gol fatti (4), gol subiti (5) con il Vietnam, fu beffata dalla regola del fair-play per aver subito in totale 7 cartellini gialli contro i 5 dei vietnamiti, andando quindi incontro all'eliminazione.
Il 3 giugno 2019 l'incarico di CT fu affidato al rumeno Liviu Ciobotariu. Le sue prime partite da allenatore furono in occasione del campionato dell'Asia Occidentale 2019, in cui il Libano fu sorteggiato con Iraq (ospiti), Siria, Palestina e Yemen: una vittoria, due pareggi e due sconfitte determinarono l'eliminazione della squadra ai giorni..
Per il secondo turno di qualificazione al campionato mondiale 2022 il Libano fu sorteggiato con la Corea del Sud, per la terza volta consecutiva, la Corea del Nord, che il Libano aveva affrontato sia nelle qualificazioni che nella fase finale della Coppa d'Asia del 2019, il Turkmenistan e lo Sri Lanka. Il Libano giocò cinque partite (due vittorie, due pareggi e una sconfitta) tra settembre e novembre 2019, prima che le restanti gare fossero rinviate il 9 marzo 2020, a causa della pandemia di COVID-19 in Asia.

### 2020-presente: storia recente
Il 17 giugno 2020 l'ex capitano della nazionale Jamal Taha fu ingaggiato come CT. Dalla defezione della Corea del Nord, che si ritirò dalle qualificazioni nel maggio 2021 con conseguente annullamento delle partite da essa disputate, il Libano trasse giovamento, avendo guadagnato un solo punto in due partite contro i nordcoreani. La squadra libanese affrontò le ultime tre partite delle eliminatorie nel giugno 2021, contro Sri Lanka, Turkmenistan e Corea del Sud, con la necessità di ottenere almeno sei punti per qualificarsi al terzo e ultimo turno senza dover fare affidamento su altri risultati. Dopo una sofferta vittoria per 3-2 sullo Sri Lanka, il Libano si fece rimontare dal Turkmenistan negli ultimi cinque minuti di gara, perdendo per 3-2. In Corea del Sud passò in vantaggio nel primo tempo, prima che la squadra di casa ribaltasse il risultato nel secondo tempo, vincendo per 2-1. Malgrado le due sconfitte subite, la squadra, grazie a risultati favorevoli nelle partite degli altri gironi, riuscì a figurare tra le migliori seconde classificate, qualificandosi alla Coppa d'Asia 2023 e al terzo turno di qualificazione del campionato del mondo 2022.
Il 15 luglio 2021 la panchina passò al ceco Ivan Hašek, che guidò il Libano nella terza fase delle eliminatorie di Qatar 2022, nel girone con Iran, Corea del Sud, Emirati Arabi Uniti, Iraq e Siria. Pur avendo ottenuto nelle prime quattro partite (tutte fuori casa) cinque punti, nelle seguenti sei partite (di cui cinque in casa) il Libano guadagnò un solo punto, piazzandosi così ultimo nel girone A di qualificazione al mondiale qatariota.
Nel 2024, giocò la Coppa d'Asia, in origine ospitata dalla Cina e da tenersi nel 2023 e ma poi tenutasi in Qatar a causa della nuova ondata di COVID-19 in Cina. Oltre ai padroni di casa, il Libano affrontò Tagikistan e la stessa Cina; pur finendo ultimo e venendo eliminato insieme a quest'ultima con un solo punto, ebbe più onore con una rete da parte loro, mentre i cinesi stessi non ne avevano segnato neanche uno.

## Colori e simboli
La squadra nazionale usa tradizionalmente il rosso come colore principale e il bianco come colore secondario. Le scelte si rifanno al cromatismo della bandiera nazionale del Libano (rosso, bianco e verde), con il verde solitamente riservato al portiere. In casa il Libano di solito indossa una maglietta rossa e pantaloncini e calzettoni rossi con dettagli bianchi o dorati; i colori della maglia di trasferta sono l'inverso di quelli di casa, con un completo bianco accompagnato da dettagli rossi (o oro).
In occasione della sua prima partita non ufficiale giocata nel 1935, il Libano indossò una maglia bianca con il cedro del Libano e il nome della federcalcio locale sul petto, calzoncini neri e calzettoni bianchi. Il portiere indossò una maglia nera e pantaloni bianchi. Nel 1940, in occasione della loro prima partita ufficiale contro il Mandato di Palestina, il Libano indossò una maglia bianca con un colletto nero, pantaloncini neri e calzini a righe. Durante gli anni '60, il Libano indossò una maglia rossa con una fascia orizzontale bianca al centro, con un cedro verde al centro; i pantaloncini erano bianchi e i calzini erano a righe bianche e rosse.
Nella fase finale della Coppa d'Asia del 2000 il Libano indossò una maglietta rossa fornita da Adidas con dettagli bianchi sui lati e un colletto bianco, calzoncini bianchi e calzettoni rossi. Nell'edizione del 2019 il Libano indossò una maglia rossa (prodotta da Capelli Sport) con dettagli bianchi e colletto bianco. Il cedro libanese, simbolo nazionale del paese, è presente sotto il logo della squadra in una tonalità di rosso più scuro. La divisa nazionale è prodotta da Capelli Sport dal 2015, mentre tra i precedenti fornitori tecnici figurano Diadora, Adidas, e A-Line.
I giocatori del Libano sono conosciuti come "i Cedri" (رجال الأرز) dai fan e dai media, dal momento che il cedro è l'emblema nazionale del paese.

### Evoluzione della divisa
Le seguenti sono alcune divise casalinghe indossate dai calciatori del Libano:
| Manica sinistra · Maglietta · Maglietta · Manica destra · Pantaloncini · Calzettoni |
| 1935 prima partita (non ufficiale)                                                  |

| Manica sinistra · Manica sinistra · Maglietta · Maglietta · Manica destra · Manica destra · Pantaloncini · Calzettoni |
| 1940 prima partita (ufficiale)                                                                                        |

| Manica sinistra · Maglietta · Maglietta · Manica destra · Pantaloncini · Calzettoni |
| 1966 Coppa araba                                                                    |

| Manica sinistra · Manica sinistra · Maglietta · Maglietta · Manica destra · Manica destra · Pantaloncini · Pantaloncini · Calzettoni |
| 2000 Coppa d'Asia Adidas |

| Manica sinistra · Manica sinistra · Maglietta · Maglietta · Manica destra · Manica destra · Pantaloncini · Pantaloncini · Calzettoni |
| 2019 Coppa d'Asia Capelli Sport |

## Stadi

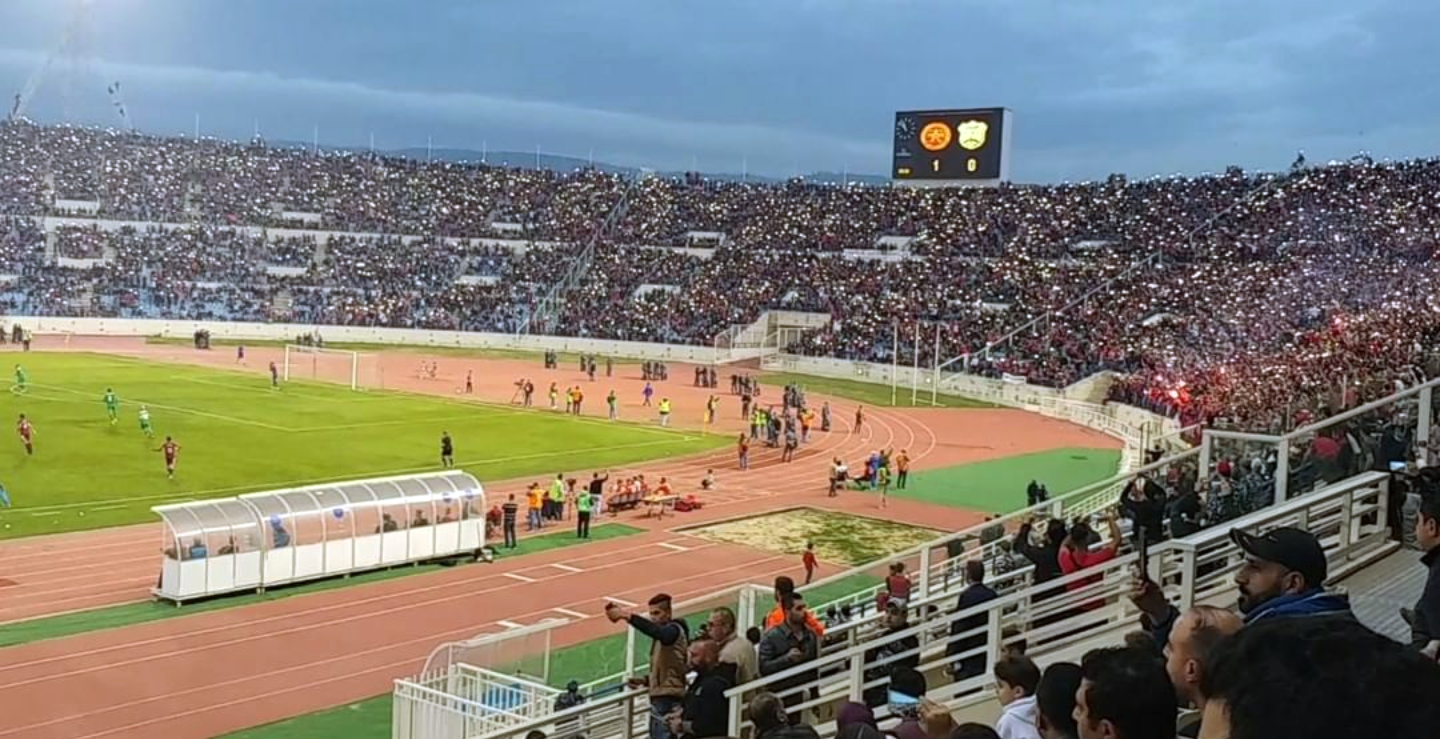
Lo Stadio Città dello Sport Camille Chamoun nel 2018.

La nazionale libanese di calcio disputa le proprie gare interne allo Stadio Città dello Sport Camille Chamoun di Beirut, costruito dal 1954 al 1957 sotto la presidenza di Camille Chamoun. È lo stadio più grande del paese con i suoi 49.500 posti a sedere. Fu inaugurato nel 1957, quando la nazionale giocò contro l'Energia Flacara Ploiești e vinse per 1-0 con gol di Joseph Abou Murad. Andò distrutto nel 1982 durante la guerra del Libano sotto i bombardamenti dell'aviazione israeliana.
La nazionale gioca occasionalmente anche in altri stadi quali lo Stadio Internazionale di Sidone, costruito a poca distanza dal mare e capace di contenere 22.600 persone. Insieme allo Stadio Città dello Sport Camille Chamoun, è stata sede delle partite della fase finale della Coppa d'Asia 2000, ospitata dal Libano.
Altri stadi che hanno ospitato la nazionale libanese sono lo Stadio municipale di Tripoli e lo Stadio municipale di Beirut.

## Confronti con le altre nazionali

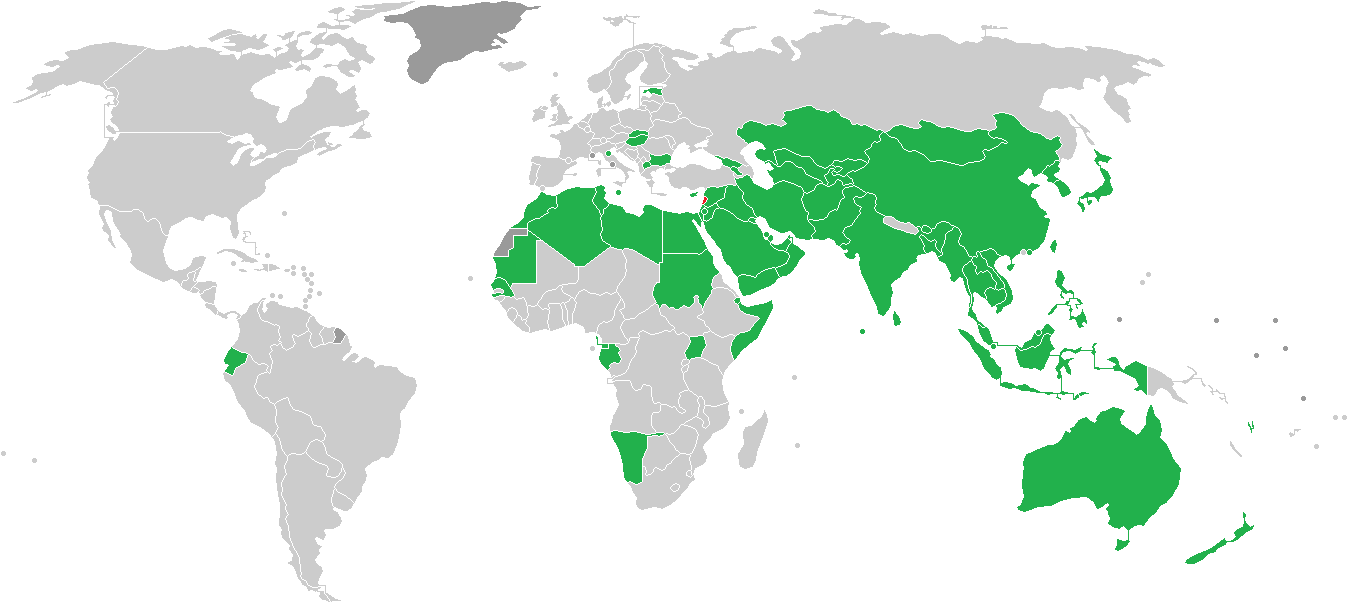
Mappa rappresentante il bilancio degli incontri tra la nazionale libanese (in rosso) e le altre nazionali (in verde).

La seguente tabella riporta tutti gli incontri ufficiali, riconosciuti dalla FIFA come tali, disputati dalla nazionale di calcio del Libano. Ai fini statistici, gli incontri terminati in parità dopo i tempi supplementari, anche se successivamente decisi ai tiri di rigore, vengono computati come pareggio con le reti segnate durante il gioco. Le nazionali in corsivo nella tabella sono attualmente scomparse.
Legenda colori:

           Bilancio positivo (maggior numero di vittorie)

           Bilancio neutro (stesso numero di vittorie e sconfitte)

           Bilancio negativo (maggior numero di sconfitte)

Dati aggiornati al 25 marzo 2025, dopo l'incontro Libano-Brunei.
| Nazionale            | G   | V   | N   | P   | RF  | RS  | DR   | % V    | MPt  | Confederazione |
| -------------------- | --- | --- | --- | --- | --- | --- | ---- | ------ | ---- | -------------- |
| Afghanistan          | 1   | 1   | 0   | 0   | 2   | 0   | +2   | 100,00 | 3,00 | AFC            |
| Algeria              | 3   | 0   | 2   | 1   | 2   | 4   | -2   | 0,00   | 0,67 | CAF            |
| Arabia Saudita       | 14  | 4   | 4   | 6   | 18  | 20  | -2   | 28,57  | 1,14 | AFC            |
| Armenia              | 1   | 0   | 0   | 1   | 0   | 1   | -1   | 0,00   | 0,00 | UEFA           |
| Australia            | 4   | 0   | 0   | 4   | 0   | 13  | -13  | 0,00   | 0,00 | AFC            |
| Bahrein              | 17  | 2   | 6   | 9   | 18  | 30  | -12  | 11,76  | 0,71 | AFC            |
| Bangladesh           | 6   | 3   | 2   | 1   | 12  | 4   | +8   | 50,00  | 1,83 | AFC            |
| Bhutan               | 1   | 1   | 0   | 0   | 4   | 1   | +3   | 100,00 | 3,00 | AFC            |
| Birmania             | 3   | 2   | 1   | 0   | 6   | 3   | +3   | 100,00 | 2,33 | AFC            |
| Brunei               | 1   | 1   | 0   | 0   | 5   | 0   | +5   | 100,00 | 3,00 | AFC            |
| Bulgaria             | 1   | 0   | 0   | 1   | 2   | 3   | -1   | 0,00   | 0,00 | UEFA           |
| Cambogia             | 1   | 1   | 0   | 0   | 5   | 1   | +4   | 100,00 | 3,00 | AFC            |
| Cina                 | 6   | 0   | 2   | 4   | 1   | 13  | -12  | 0,00   | 0,33 | AFC            |
| Cipro                | 2   | 1   | 0   | 1   | 1   | 2   | -1   | 50,00  | 1,50 | UEFA           |
| Corea del Nord       | 9   | 5   | 3   | 1   | 15  | 6   | +9   | 55,56  | 2,00 | AFC            |
| Corea del Sud        | 16  | 1   | 3   | 12  | 5   | 28  | -23  | 6,25   | 0,38 | AFC            |
| Ecuador              | 1   | 1   | 0   | 0   | 1   | 0   | +1   | 100,00 | 3,00 | CONMEBOL       |
| Egitto               | 8   | 0   | 2   | 6   | 2   | 18  | -16  | 0,00   | 0,25 | CAF            |
| Emirati Arabi Uniti  | 15  | 1   | 4   | 10  | 14  | 27  | -13  | 6,67   | 0,47 | AFC            |
| Estonia              | 1   | 1   | 0   | 0   | 2   | 0   | +2   | 100,00 | 3,00 | UEFA           |
| Filippine            | 2   | 2   | 0   | 0   | 14  | 1   | +13  | 100,00 | 3,00 | AFC            |
| Gabon                | 1   | 0   | 1   | 0   | 0   | 0   | 0    | 0,00   | 1,00 | CAF            |
| Georgia              | 2   | 2   | 0   | 0   | 7   | 4   | +3   | 100,00 | 3,00 | UEFA           |
| Giappone             | 1   | 0   | 0   | 1   | 1   | 3   | -2   | 0,00   | 0,00 | AFC            |
| Gibuti               | 1   | 1   | 0   | 0   | 1   | 0   | +1   | 100,00 | 3,00 | CAF            |
| Giordania            | 33  | 9   | 13  | 11  | 34  | 37  | -3   | 27,27  | 1,21 | AFC            |
| Guinea Equatoriale   | 1   | 0   | 1   | 0   | 1   | 1   | 0    | 0,00   | 1,00 | CAF            |
| Hong Kong            | 4   | 3   | 1   | 0   | 7   | 3   | +4   | 75,00  | 2,50 | AFC            |
| India                | 9   | 4   | 4   | 1   | 12  | 8   | +4   | 44,44  | 1,78 | AFC            |
| Iran                 | 12  | 1   | 1   | 10  | 3   | 31  | -28  | 8,33   | 0,33 | AFC            |
| Iraq                 | 26  | 2   | 8   | 16  | 11  | 51  | -40  | 7,69   | 0,54 | AFC            |
| Kazakistan           | 2   | 2   | 0   | 0   | 5   | 1   | +4   | 100,00 | 3,00 | UEFA           |
| Kirghizistan         | 3   | 1   | 2   | 0   | 3   | 1   | +2   | 33,33  | 1,67 | AFC            |
| Kuwait               | 37  | 11  | 10  | 16  | 48  | 53  | -5   | 29,73  | 1,16 | AFC            |
| Laos                 | 2   | 2   | 0   | 0   | 9   | 0   | 9    | 100,00 | 3,00 | AFC            |
| Libia                | 6   | 3   | 0   | 3   | 9   | 12  | -3   | 50,00  | 1,50 | CAF            |
| Macedonia            | 1   | 1   | 0   | 0   | 1   | 0   | +1   | 100,00 | 3,00 | UEFA           |
| Malaysia             | 3   | 2   | 0   | 1   | 4   | 3   | +1   | 66,67  | 2,00 | AFC            |
| Maldive              | 5   | 5   | 0   | 0   | 15  | 3   | +12  | 100,00 | 3,00 | AFC            |
| Malta                | 2   | 0   | 1   | 1   | 0   | 1   | -1   | 0,00   | 0,50 | UEFA           |
| Mandato di Palestina | 1   | 0   | 0   | 1   | 1   | 5   | -4   | 0,00   | 0,00 | N/D            |
| Marocco              | 2   | 0   | 0   | 2   | 0   | 4   | -4   | 0,00   | 0,00 | CAF            |
| Mauritania           | 1   | 0   | 1   | 0   | 0   | 0   | 0    | 0,00   | 1,00 | CAF            |
| Mongolia             | 1   | 0   | 1   | 0   | 0   | 0   | 0    | 0,00   | 1,00 | AFC            |
| Montenegro           | 1   | 0   | 0   | 1   | 2   | 3   | -1   | 0,00   | 0,00 | UEFA           |
| Namibia              | 1   | 0   | 1   | 0   | 1   | 1   | 0    | 0,00   | 1,00 | CAF            |
| Nuova Zelanda        | 1   | 0   | 1   | 0   | 1   | 1   | 0    | 0,00   | 1,00 | OFC            |
| Oman                 | 13  | 3   | 5   | 5   | 12  | 14  | -2   | 23,08  | 1,08 | AFC            |
| Pakistan             | 3   | 3   | 0   | 0   | 17  | 2   | +15  | 100,00 | 3,00 | AFC            |
| Palestina            | 11  | 3   | 6   | 2   | 16  | 7   | +9   | 27,27  | 1,36 | AFC            |
| Qatar                | 14  | 0   | 1   | 13  | 3   | 41  | -38  | 0,00   | 0,07 | AFC            |
| San Marino           | 1   | 0   | 1   | 0   | 0   | 0   | 0    | 0,00   | 1,00 | UEFA           |
| Senegal              | 1   | 1   | 0   | 0   | 3   | 2   | +1   | 100,00 | 3,00 | CAF            |
| Singapore            | 5   | 2   | 1   | 2   | 5   | 6   | -1   | 40,00  | 1,40 | AFC            |
| Siria                | 29  | 5   | 5   | 19  | 31  | 59  | -28  | 17,24  | 0,69 | AFC            |
| Slovacchia           | 1   | 1   | 0   | 0   | 2   | 1   | +1   | 100,00 | 3,00 | UEFA           |
| Somalia              | 1   | 1   | 0   | 0   | 4   | 0   | +4   | 100,00 | 3,00 | CAF            |
| Sri Lanka            | 5   | 4   | 0   | 1   | 18  | 6   | +12  | 80,00  | 2,40 | AFC            |
| Sudan                | 5   | 1   | 2   | 2   | 2   | 5   | -3   | 20,00  | 1,00 | CAF            |
| Tagikistan           | 2   | 1   | 0   | 1   | 2   | 2   | 0    | 50,00  | 1,50 | AFC            |
| Taiwan               | 2   | 2   | 0   | 0   | 7   | 2   | +5   | 100,00 | 3,00 | AFC            |
| Thailandia           | 10  | 3   | 3   | 4   | 18  | 15  | +3   | 30,00  | 1,20 | AFC            |
| Timor Est            | 1   | 1   | 0   | 0   | 4   | 0   | +4   | 100,00 | 3,00 | AFC            |
| Tunisia              | 6   | 2   | 1   | 3   | 2   | 5   | -3   | 20,00  | 1,17 | CAF            |
| Turkmenistan         | 4   | 3   | 0   | 1   | 8   | 5   | +3   | 75,00  | 2,25 | AFC            |
| Uganda               | 1   | 0   | 0   | 1   | 0   | 2   | -2   | 0,00   | 0,00 | CAF            |
| Ungheria             | 1   | 0   | 0   | 1   | 1   | 4   | -3   | 0,00   | 0,00 | UEFA           |
| Uzbekistan           | 6   | 0   | 2   | 4   | 1   | 8   | -7   | 0,00   | 0,33 | AFC            |
| Vanuatu              | 1   | 1   | 0   | 0   | 3   | 1   | +2   | 100,00 | 3,00 | OFC            |
| Vietnam              | 5   | 1   | 3   | 1   | 5   | 5   | 0    | 20,00  | 1,20 | AFC            |
| Yemen                | 3   | 2   | 0   | 1   | 7   | 5   | +2   | 66,67  | 2,00 | AFC            |
| Totale               | 402 | 116 | 104 | 182 | 482 | 603 | -121 | 28,86  | 1,12 |                |

Note
1. ↑  Comprende le partite contro la  Rep. Araba Unita.
2. ↑  Comprende le partite contro il  Vietnam del Sud.

## Record individuali

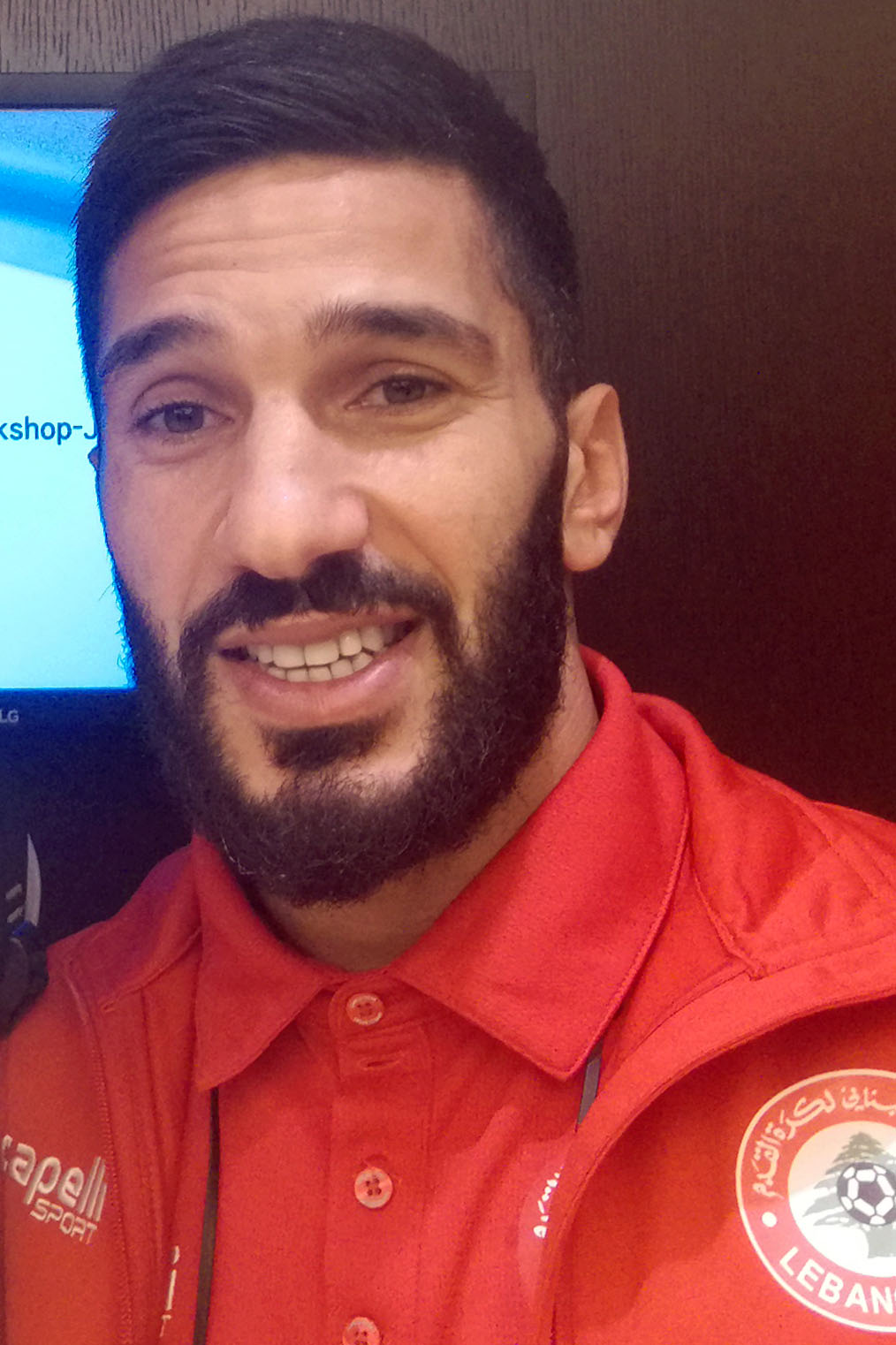
Hassan Maatouk, detentore del record di gol e di presenze assoluto

Tabella aggiornata al 25 marzo 2025.
Il grassetto indica giocatori ancora in attività in nazionale.
| Record presenze | Record presenze  | Record presenze | Record presenze | Record presenze |      | Record reti       | Record reti | Record reti | Record reti | Record reti | Record reti |
| Pos.            | Giocatore        | Periodo         | Presenze        | Reti            | Pos. | Giocatore         | Periodo     | Reti        | Presenze    | Reti/pr.    |             |
| 1               | Hassan Maatouk   | 2006-2024       | 123             | 26              | 1    | Hassan Maatouk    | 2006-2024   | 26          | 123         | 0,21        |             |
| 2               | Mohamad Haidar   | 2011-oggi       | 102             | 6               | 2    | Vardan Ghazaryan  | 1995-2001   | 21          | 66          | 0,32        |             |
| 3               | Abbas Ahmed Atwi | 2002-2016       | 88              | 8               | 3    | Roda Antar        | 1998-2016   | 20          | 83          | 0,24        |             |
| 4               | Roda Antar       | 1998-2016       | 83              | 20              | 4    | Mohamad Ghaddar   | 2006-2017   | 19          | 46          | 0,41        |             |
| 5               | Youssef Mohamad  | 2000-2016       | 81              | 3               | 5    | Levon Altounian   | 1956-1967   | 18          | 18          | 1,00        |             |
| 6               | Nader Matar      | 2012-oggi       | 71              | 4               | 6    | Haitham Zein      | 1997-2004   | 17          | 50          | 0,34        |             |
| 6               | Jamal Taha       | 1993-2000       | 71              | 12              | 7    | Mahmoud El Ali    | 2007-2012   | 12          | 46          | 0,26        |             |
| 8               | Walid Ismail     | 2010-2019       | 69              | 1               | 7    | Jamal Taha        | 1993-2000   | 12          | 71          | 0,17        |             |
| 9               | Nour Mansour     | 2010-2024       | 67              | 3               | 9    | Mardik Tchaparian | 1956-1963   | 10          | 10          | 1,00        |             |
| 10              | Vardan Ghazaryan | 1995-2001       | 66              | 21              | 9    | Joseph Abou Mrad  | 1953-1967   | 10          | 21          | 0,48        |             |

## Capitani storici
Questo elenco comprende i calciatori che per un determinato periodo hanno vestito stabilmente la fascia di capitano.
- 1935 Salah Falah
- 1936 Pierre Gemayel
- 1960-1961 Masoud Boroumand
- 1963 Levon Altonian
- 1966 Joseph Abou Murad
- 1970 Toni Jreij
- 1971 Souheil Rahhal
- Anni '70 Edmond Assaf
- 1988 Hassan Abboud
- 1993 Hassan Ayoub[132]
- 1995-2000 Jamal Taha
- 2001 Ali Fakih
- 2002 Moussa Hojeij
- 2003 Youssef Mohamad[133]
- 2004-2016 Roda Antar[134]
- 2016-2024 Hassan Maatouk
- 2024- Mohamad Haidar

## Allenatori
Dati aggiornati al 25 marzo 2025.
| Allenatore            | Nazionalità | Primo incontro    | Ultimo incontro   | G   | V   | N   | P   | % V    | MPt  | Tornei principali                                                                                             |
| --------------------- | ----------- | ----------------- | ----------------- | --- | --- | --- | --- | ------ | ---- | --- |
| Sconosciuto           | N.D.        | 27 aprile 1940    | 27 aprile 1940    | 1   | 0   | 0   | 1   | 0,00   | 0,00 | N.D. |
| Abed Traboulsi        | Libano      | 26 aprile 1942    | 4 aprile 1947     | 2   | 0   | 0   | 2   | 0,00   | 0,00 | N.D. |
| Jean Arab             | Libano      | 18 maggio 1947    | 18 maggio 1947    | 1   | 0   | 0   | 1   | 0,00   | 0,00 | N.D. |
| Vinzenz Dittrich      | Austria     | 3 agosto 1953     | 23 gennaio 1955   | 4   | 1   | 1   | 2   | 25,00  | 1,00 | N.D. |
| Ljubiša Broćić        | Jugoslavia  | 29 febbraio 1956  | 29 febbraio 1956  | 1   | 0   | 0   | 1   | 0,00   | 0,00 | N.D. |
| Sconosciuto           | N.D.        | 18 ottobre 1957   | 24 ottobre 1957   | 4   | 1   | 2   | 1   | 25,00  | 1,25 | N.D. |
| Harry Wright          | Inghilterra | 15 novembre 1959  | 25 novembre 1959  | 2   | 0   | 0   | 2   | 0,00   | 0,00 | N.D. |
| Joseph Nalbandian (1) | Libano      | 27 agosto 1961    | 5 settembre 1961  | 5   | 2   | 0   | 3   | 40,00  | 1,20 | N.D. |
| Mitri Adem (1)        | Libano      | 26 gennaio 1962   | 29 gennaio 1962   | 2   | 2   | 0   | 0   | 100,00 | 3,00 | N.D. |
| Joseph Nalbandian (2) | Libano      | 31 marzo 1963     | 25 settembre 1963 | 7   | 3   | 1   | 3   | 42,86  | 1,43 | N.D. |
| Sconosciuto           | N.D.        | 8 marzo 1964      | 8 marzo 1964      | 1   | 1   | 0   | 0   | 100,00 | 3,00 | N.D. |
| Mitri Adem (2)        | Libano      | 13 novembre 1964  | 20 novembre 1964  | 4   | 1   | 1   | 2   | 25,00  | 1,00 | N.D. |
| Joseph Nalbandian (3) | Libano      | 20 marzo 1965     | 9 ottobre 1967    | 16  | 6   | 3   | 7   | 37,50  | 1,31 | N.D. |
| Mitri Adem (3)        | Libano      | 6 luglio 1970     | 8 luglio 1970     | 2   | 1   | 0   | 1   | 50,00  | 1,50 | N.D. |
| Joseph Abou Mrad (1)  | Libano      | 20 giugno 1971    | 24 dicembre 1971  | 8   | 3   | 0   | 5   | 37,50  | 1,13 | N.D. |
| Adnan Al Sharqi (1)   | Libano      | 29 settembre 1974 | 5 ottobre 1974    | 4   | 1   | 1   | 2   | 25,00  | 1,00 | N.D. |
| Sconosciuto           | N.D.        | 16 maggio 1975    | 27 maggio 1975    | 3   | 2   | 0   | 1   | 66,67  | 2,00 | N.D. |
| Joseph Abou Mrad (2)  | Libano      | 16 novembre 1979  | 22 novembre 1979  | 2   | 0   | 1   | 1   | 0,00   | 0,50 | Coppa d'Asia 1972 - non qualificato                                                                           |
| Todor Simeonovski     | Bulgaria    | 15 marzo 1985     | 27 marzo 1985     | 5   | 0   | 0   | 5   | 0,00   | 0,00 | Mondiale 1986 - non qualificato                                                                               |
| Samir El Adou         | Libano      | 16 settembre 1987 | 20 settembre 1987 | 2   | 0   | 1   | 1   | 0,00   | 0,50 | N.D. |
| Zein Hachem           | Libano      | 11 aprile 1988    | 2 novembre 1989   | 10  | 1   | 3   | 6   | 10,00  | 0,60 | N.D. |
| Adnan Al Sharqi (2)   | Libano      | 20 gennaio 1993   | 11 giugno 1993    | 13  | 3   | 4   | 6   | 23,08  | 1,00 | Mondiale 1994 - non qualificato                                                                               |
| Terry Yorath          | Galles      | 6 dicembre 1995   | 21 agosto 1997    | 31  | 15  | 8   | 8   | 48,39  | 1,71 | Coppa d'Asia 1996 - non qualificato Mondiale 1998 - non qualificato                                           |
| Diethelm Ferner       | Germania    | 20 luglio 1998    | 26 luglio 1998    | 3   | 1   | 0   | 2   | 33,33  | 1,00 | N.D. |
| Mahmoud Saad          | Egitto      | 18 agosto 1998    | 27 agosto 1999    | 18  | 4   | 5   | 9   | 22,22  | 0,94 | N.D. |
| Bram Braam            | Paesi Bassi | 24 novembre 1999  | 15 dicembre 1999  | 2   | 0   | 1   | 1   | 0,00   | 0,50 | N.D. |
| Josip Skoblar         | Croazia     | 16 febbraio 2000  | 18 ottobre 2000   | 16  | 4   | 8   | 4   | 25,00  | 1,25 | Coppa d'Asia 2000 - Fase a gironi                                                                             |
| Theo Bücker (1)       | Germania    | 31 gennaio 2001   | 30 maggio 2001    | 10  | 5   | 4   | 1   | 50,00  | 1,90 | Mondiale 2002 - non qualificato                                                                               |
| Richard Tardy         | Francia     | 1 settembre 2002  | 12 novembre 2003  | 13  | 3   | 3   | 7   | 23,08  | 0,92 | N.D. |
| Mohammad Kwid (1)     | Siria       | 19 novembre 2003  | 28 novembre 2003  | 2   | 0   | 0   | 2   | 0,00   | 0,00 | Coppa d'Asia 2004 - non qualificato                                                                           |
| Mahmoud Hammoud       | Libano      | 16 dicembre 2003  | 3 luglio 2003     | 11  | 3   | 2   | 6   | 27,27  | 1,00 | N.D. |
| Mohammad Kwid (2)     | Libano      | 31 agosto 2004    | 2 maggio 2005     | 8   | 1   | 4   | 3   | 12,50  | 0,88 | Mondiale 2006 - non qualificato                                                                               |
| Adnan Al Sharqi (3)   | Libano      | 27 gennaio 2006   | 22 giugno 2008    | 22  | 5   | 6   | 11  | 22,73  | 0,95 | Coppa d'Asia 2007 - non qualificato Mondiale 2010 - non qualificato                                           |
| Emile Rustom          | Libano      | 14 gennaio 2009   | 28 luglio 2011    | 18  | 3   | 3   | 12  | 16,67  | 0,67 | Coppa d'Asia 2011 - non qualificato                                                                           |
| Theo Bücker (2)       | Germania    | 17 agosto 2011    | 11 giugno 2013    | 34  | 8   | 8   | 18  | 23,53  | 0,94 | Mondiale 2014 - non qualificato                                                                               |
| Giuseppe Giannini     | Italia      | 6 settembre 2013  | 6 novembre 2014   | 14  | 3   | 6   | 5   | 21,43  | 1,07 | Coppa d'Asia 2015 - non qualificato                                                                           |
| Miodrag Radulović (1) | Montenegro  | 24 maggio 2015    | 17 gennaio 2019   | 37  | 13  | 13  | 11  | 35,14  | 1,41 | Mondiale 2018 - non qualificato Coppa d'Asia 2019 - Fase a gironi                                             |
| Liviu Ciobotariu      | Romania     | 30 luglio 2019    | 19 novembre 2019  | 10  | 3   | 3   | 4   | 30,00  | 1,20 | N.D. |
| Jamal Taha            | Libano      | 12 novembre 2020  | 23 giugno 2021    | 7   | 2   | 1   | 4   | 28,57  | 1,00 | N.D. |
| Ivan Hašek            | Rep. Ceca   | 21 settembre 2021 | 29 marzo 2022     | 13  | 2   | 3   | 8   | 15,38  | 0,69 | Mondiale 2022 - non qualificato                                                                               |
| Aleksandar Ilić       | Serbia      | 19 novembre 2022  | 10 settembre 2023 | 13  | 5   | 3   | 5   | 38,46  | 1,38 | N.D. |
| Nikola Jurčević       | Croazia     | 12 ottobre 2023   | 21 novembre 2023  | 4   | 0   | 2   | 2   | 0,00   | 0,50 | N.D. |
| Miodrag Radulović (2) | Montenegro  | 28 dicembre 2023  | oggi              | 17  | 8   | 3   | 6   | 47,06  | 1,56 | Coppa d'Asia 2023 - Fase a gironi Mondiale 2026 - non qualificato Coppa d'Asia 2027 – Qualificazioni in corso |
| Totale                | Totale      | Totale            | Totale            | 402 | 116 | 104 | 182 | 28,86  | 1,12 | |

## Statistiche dettagliate sui tornei internazionali

### Campionato mondiale
| Anno | Luogo                          | Piazzamento      | V | N | P | Reti |
| ---- | ------------------------------ | ---------------- | - | - | - | ---- |
| 1930 | Uruguay                        | Non partecipante | - | - | - | -    |
| 1934 | Italia                         | Non partecipante | - | - | - | -    |
| 1938 | Francia                        | Non partecipante | - | - | - | -    |
| 1950 | Brasile                        | Non partecipante | - | - | - | -    |
| 1954 | Svizzera                       | Non partecipante | - | - | - | -    |
| 1958 | Svezia                         | Non partecipante | - | - | - | -    |
| 1962 | Cile                           | Non partecipante | - | - | - | -    |
| 1966 | Inghilterra                    | Non partecipante | - | - | - | -    |
| 1970 | Messico                        | Non partecipante | - | - | - | -    |
| 1974 | Germania Ovest                 | Non partecipante | - | - | - | -    |
| 1978 | Argentina                      | Non partecipante | - | - | - | -    |
| 1982 | Spagna                         | Non partecipante | - | - | - | -    |
| 1986 | Messico                        | Non partecipante | - | - | - | -    |
| 1990 | Italia                         | Non partecipante | - | - | - | -    |
| 1994 | Stati Uniti                    | Non qualificata  | - | - | - | -    |
| 1998 | Francia                        | Non qualificata  | - | - | - | -    |
| 2002 | Corea del Sud / Giappone       | Non qualificata  | - | - | - | -    |
| 2006 | Germania                       | Non qualificata  | - | - | - | -    |
| 2010 | Sudafrica                      | Non qualificata  | - | - | - | -    |
| 2014 | Brasile                        | Non qualificata  | - | - | - | -    |
| 2018 | Russia                         | Non qualificata  | - | - | - | -    |
| 2022 | Qatar                          | Non qualificata  | - | - | - | -    |
| 2026 | Canada / Stati Uniti / Messico | Non qualificata  | - | - | - | -    |

### Coppa d'Asia
| Anno | Luogo                                   | Piazzamento                        | V | N | P | Reti |
| ---- | --------------------------------------- | ---------------------------------- | - | - | - | ---- |
| 1956 | Hong Kong                               | Non partecipante                   | - | - | - | -    |
| 1960 | Corea del Sud                           | Non partecipante                   | - | - | - | -    |
| 1964 | Israele                                 | Non partecipante                   | - | - | - | -    |
| 1968 | Iran                                    | Non partecipante                   | - | - | - | -    |
| 1972 | Thailandia                              | Non qualificata                    | - | - | - | -    |
| 1976 | Iran                                    | Ritirata                           | - | - | - | -    |
| 1980 | Kuwait                                  | Non qualificata                    | - | - | - | -    |
| 1984 | Singapore                               | Non partecipante                   | - | - | - | -    |
| 1988 | Qatar                                   | Non partecipante                   | - | - | - | -    |
| 1992 | Giappone                                | Non partecipante                   | - | - | - | -    |
| 1996 | Emirati Arabi Uniti                     | Non qualificata                    | - | - | - | -    |
| 2000 | Libano                                  | Primo turno                        | 0 | 2 | 1 | 3:7  |
| 2004 | Cina                                    | Non qualificata                    | - | - | - | -    |
| 2007 | Indonesia/ Malaysia Thailandia/ Vietnam | Ritirata durante le qualificazioni | - | - | - | -    |
| 2011 | Qatar                                   | Ritirata                           | - | - | - | -    |
| 2015 | Australia                               | Non qualificata                    | - | - | - | -    |
| 2019 | Emirati Arabi Uniti                     | Primo turno                        | 1 | 0 | 2 | 4:5  |
| 2023 | Qatar                                   | Primo turno                        | 0 | 1 | 2 | 1:5  |

### Campionato WAFF
| Anno | Luogo     | Piazzamento  | V | N | P | Reti |
| ---- | --------- | ------------ | - | - | - | ---- |
| 2000 | Giordania | Primo turno  | 1 | 1 | 1 | 3:2  |
| 2002 | Siria     | Primo turno  | 0 | 0 | 2 | 0:3  |
| 2004 | Iran      | Primo turno  | 0 | 0 | 2 | 1:7  |
| 2007 | Giordania | Primo turno  | 0 | 0 | 2 | 0:4  |
| 2008 | Iran      | Ritirata     | - | - | - | -    |
| 2010 | Giordania | Non iscritta | - | - | - | -    |
| 2012 | Kuwait    | Primo turno  | 1 | 0 | 2 | 2:3  |
| 2014 | Qatar     | Primo turno  | 0 | 1 | 1 | 0:2  |
| 2019 | Iraq      | Primo turno  | 1 | 1 | 2 | 3:4  |

## Tutte le rose

### Coppa d'Asia
Coppa d'Asia 20001 Fakih, 2 Yenkibarian, 3 Mohamad, 4 Jadir, 5 Al-Naamani, 6 Taha, 7 Chahrour, 8 Hijazi, 9 Zein, 10 Hojeij, 11 Newton, 12 dos Santos, 13 Marcílio, 14 Ghazaryan, 15 Fernandez, 17 F. Antar, 18 Halawi, 19 Reda, 20 R. Antar, 21 Fattal, 22 Sakr, 23 Al-Jamal, CT: Skoblar
Coppa d'Asia 20191 Khalil, 2 El Zein, 3 Jounaidi, 4 Mansour, 5 Ayass, 6 Oumari, 7 Maatouk, 8 Chaito "Moni", 9 El-Helwe, 10 M. Haidar, 11 A. Michel Melki, 12 A. Haidar, 13 F. Michel Melki, 14 N. Matar, 15 Faour, 16 Chaitou "Shibriko", 17 Tahan, 18 Ismail, 19 Hamam, 20 Ataya, 21 Taktouk, 22 Jradi, 23 M. Matar, CT: Radulović
Coppa d'Asia 20231 Khalil, 2 El Hindi, 3 Sabra, 4 Mansour, 5 Nassar, 6 Zein, 7 Maatouk, 8 Saad, 9 El-Helwe, 10 Haidar, 11 Bugiel, 12 Michel Melki, 13 Khamis, 14 Dhaini, 15 Ayoub, 16 Shour, 17 Al Haj, 18 El Zein, 19 Kuri, 20 Tneich, 21 Matar, 22 Jradi, 23 Sabeh, 24 Bitar, 25 Srour, 26 Chaitou, CT: Radulović

### Rosa attuale
Lista dei giocatori convocati dall'allenatore Miodrag Radulović per la partita di qualificazione alla Coppa d'Asia 2027 contro il Brunei del 25 marzo 2025.
Presenze e reti aggiornate al 25 marzo 2025.
| 1  | P | Shaker Wehbe        | 15 gennaio 1997   | 0   | -0 | Ahed              |  |  |
| 21 | P | Mostafa Matar       | 10 settembre 1995 | 35  | -? | Safa              |  |  |
| 23 | P | Ali Sabeh           | 24 giugno 1994    | 9   | -? | Ahed              |  |  |
|    |   |                     |                   |     |    |                   |  |  |
| 2  | D | Mohammad El Hayek   | 19 febbraio 2000  | 15  | 0  | Safa              |  |  |
| 3  | D | Pedro Budib         | 7 aprile 2004     | 2   | 1  | Pachuca           |  |  |
| 4  | D | Mohamad Safwan      | 10 marzo 2003     | 5   | 0  | Nejmeh            |  |  |
| 5  | D | Nassar Nassar       | 1º gennaio 1992   | 31  | 0  | Ansar             |  |  |
| 6  | D | Hussein Zein        | 27 gennaio 1995   | 42  | 0  | Safa              |  |  |
| 18 | D | Kassem El Zein      | 2 dicembre 1990   | 53  | 2  | Nejmeh            |  |  |
|    |   |                     |                   |     |    |                   |  |  |
| 8  | C | Ali Tneich          | 16 luglio 1992    | 27  | 1  | Ansar             |  |  |
| 10 | C | Mohamad Haidar      | 8 novembre 1989   | 102 | 6  | Ahed              |  |  |
| 13 | C | Ahmad Kheir El Dine | 7 luglio 1995     | 6   | 0  | Ansar             |  |  |
| 14 | C | Hassan Kourani      | 22 gennaio 1995   | 12  | 1  | Al-Shabab         |  |  |
| 15 | C | Jihad Ayoub         | 30 marzo 1995     | 22  | 1  | Safa              |  |  |
| 16 | C | Walid Shour         | 10 giugno 1996    | 31  | 0  | Brisbane Roar     |  |  |
| 22 | C | Majed Osman         | 9 giugno 1994     | 12  | 2  | Persik Kediri     |  |  |
|    |   |                     |                   |     |    |                   |  |  |
| 7  | A | Karim Darwich       | 2 novembre 1998   | 31  | 3  | Duhok             |  |  |
| 9  | A | Malek Fakhro        | 14 dicembre 1997  | 6   | 3  | Duisburg          |  |  |
| 11 | A | Omar Chaaban        | 3 gennaio 1994    | 22  | 1  | AFC Wimbledon     |  |  |
| 12 | A | Zein Farran         | 21 luglio 1999    | 10  | 0  | Ahed              |  |  |
| 17 | A | Husseyn Chakroun    | 10 novembre 2004  | 4   | 1  | Hannover 96       |  |  |
| 19 | A | Ali Kassas          | 25 febbraio 2003  | 4   | 1  | Safa              |  |  |
| 20 | A | Samy Merheg         | 6 dicembre 2006   | 6   | 6  | Deportivo Pereira |  |  |